# Album Title Goes Here
> album title goes here < é o sexto álbum de estúdio do disc jockey (DJ) canadense deadmau5. Foi lançado em 21 de setembro de 2012 pela Ultra Records.

## Lista de faixas
| N.º | Título                                        | Duração |  |
| 1.  | "Superliminal"                                | 6:15    |  |
| 2.  | "Channel 42" (com Wolfgang Gartner)           | 4:48    |  |
| 3.  | "The Veldt" (8 Minute Edit) (com Chris James) | 8:26    |  |
| 4.  | "Fn Pig"                                      | 8:43    |  |
| 5.  | "Professional Griefers" (com Gerard Way)      | 4:04    |  |
| 6.  | "Maths"                                       | 4:04    |  |
| 7.  | "There Might Be Coffee"                       | 7:01    |  |
| 8.  | "Take Care of the Proper Paperwork"           | 6:52    |  |
| 9.  | "Closer"                                      | 6:59    |  |
| 10. | "October"                                     | 7:11    |  |
| 11. | "Sleepless"                                   | 4:06    |  |
| 12. | "Failbait" (com Cypress Hill)                 | 4:49    |  |
| 13. | "Telemiscommunications" (com Imogen Heap)     | 4:01    |  |

## Desempenho nas tabelas musicais

### Posições
| Tabela musical (2012)                                         | Melhor posição |
| ------------------------------------------------------------- | -------------- |
| Alemanha - Media Control Charts                               | 39             |
| Austrália - ARIA Charts                                       | 11             |
| Áustria - Ö3 Austria Top 40                                   | 24             |
| Bélgica - Ultratop 50 (Flandres)                              | 22             |
| Bélgica - Ultratop 40 (Valônia)                               | 35             |
| Canadá - Canadian Albums Chart                                | 2              |
| Dinamarca - Tracklisten                                       | 15             |
| Escócia - The Official Charts Company                         | 6              |
| Espanha - Productores de Música de España                     | 85             |
| Estados Unidos - Billboard 200                                | 6              |
| Estados Unidos - Dance/Electronic Albums                      | 1              |
| Finlândia - IFPI Finlândia                                    | 31             |
| França - Syndicat National de l'Édition Phonographique        | 51             |
| Irlanda - Irish Recorded Music Association                    | 6              |
| Itália - Federazione Industria Musicale Italiana              | 26             |
| Noruega - VG-lista                                            | 26             |
| Nova Zelândia - Recording Industry Association of New Zealand | 17             |
| Países Baixos - MegaCharts                                    | 16             |
| Reino Unido - UK Albums Chart                                 | 9              |
| Reino Unido - UK Dance Chart                                  | 1              |
| Suíça - Schweizer Hitparade                                   | 18             |